# Il mastino dei Baskerville (film 2002)
Il mastino dei Baskerville è un film per la televisione originariamente trasmesso su BBC One nel Regno Unito il 26 dicembre 2002 tratto dal romanzo Il mastino dei Baskerville di Arthur Conan Doyle. In Italia è stato trasmesso in prima visione su Rete 4 il giorno 8 dicembre 2008.

## Trama
Siamo nel Devonshire. Una sera come tante, mentre sta rientrando a piedi nella sua tenuta nella brughiera di Dartmoor, l'anziano Sir. Charles Baskerville viene assalito da un enorme cane con gli occhi infuocati e per la paura muore d'infarto. Nei giorni seguenti il suo amico, il signor James Mortimer, si reca a Londra per chiedere aiuto e protezione a Sherlock Holmes per il giovane Sir. Henry Baskerville, ultimo discendente dei Baskerville. Secondo il signor Mortimer infatti sulla stirpe dei Baskerville graverebbe una terribile leggenda maledetta proprio inerente ad un gigantesco cane e la sorte di ogni membro maschio della casata. Pur con qualche titubanza Holmes accetta il caso e, per alcuni impegni, manda il Dr. Watson insieme a Mortimer a sorvegliare il giovane Sir. Henry e successivamente li raggiungerà.

## Sequel
Nel 2004 ha avuto un seguito col film televisivo Sherlock Holmes ed il caso della calza di seta realizzato sempre dalla BBC con stesso cast artistico e tecnico. Gli unici cambiamenti riguardano Sherlock Holmes, non più interpretato da Richard Roxburgh ma da Rupert Everett, e l'Ispettore Lestrade, in questo film interpretato da Neil Dudgeon.